# Trípoli (Frígia)

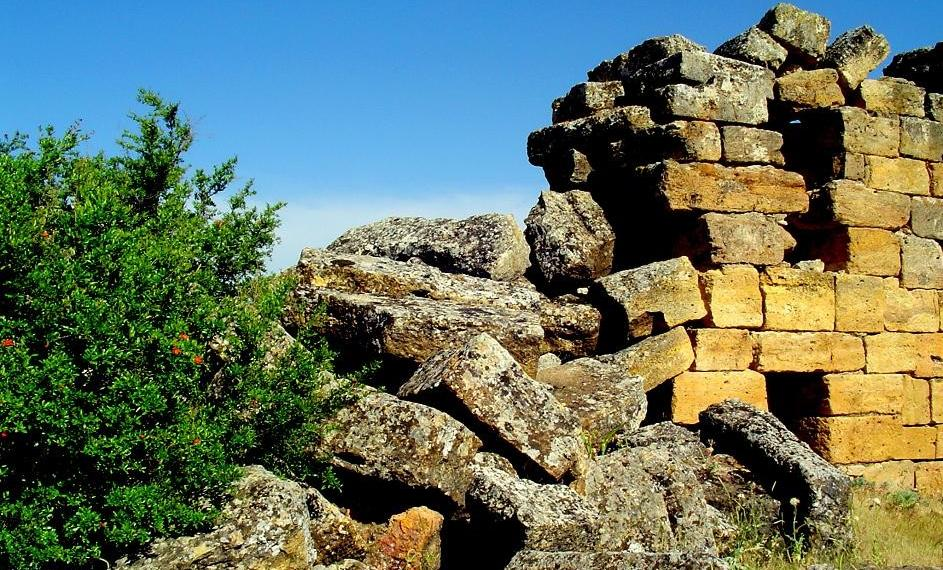
Ruínas da antiga Trípoli da Frígia, nas proximidades de Yenicekent, atual Turquia

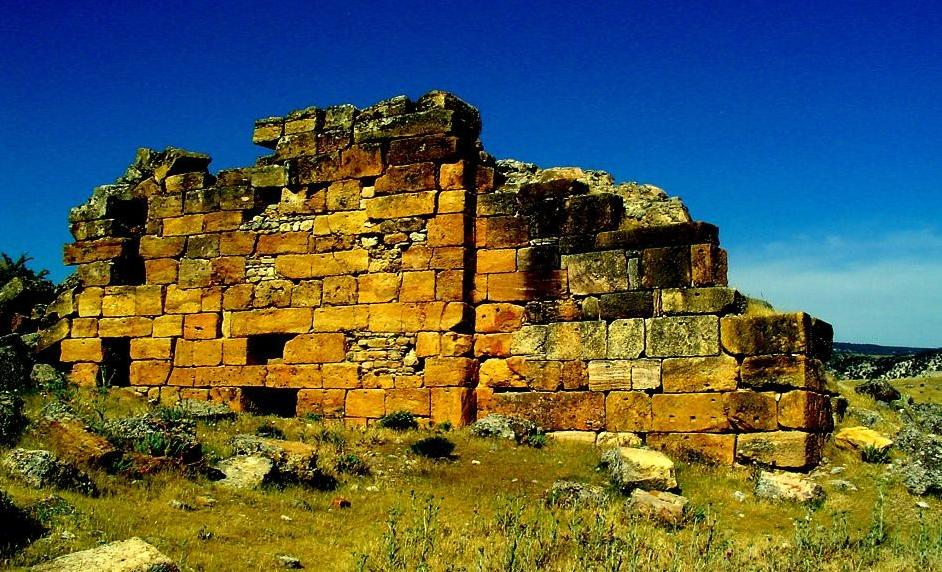
Ruínas de Trípoli

Trípoli (em grego: Τρίπολις; romaniz.: Trípolis; em latim: Tripolis ad Maeandrum; Trípoli no Meandro), também chamada Neápolis (Neapolis), Apolônia (Apollonia) e Antoninópolis (Antoninopolis), foi uma antiga cidade da Frígia (ocasionalmente situada nos domínios da Cária e da Lídia), situada na margem norte do alto curso do rio Meandro, na estrada que ia de Sardes, passando por Filadélfia, até Laodiceia. Localizava-se 20 quilômetros a noroeste de Hierápolis, e não foi mencionada por qualquer autor da Antiguidade anterior a Plínio, o Velho, que a descreve como uma cidade lídia, e afirma que ela estava às margens do Meandro. Ptolemeu e Estêvão de Bizâncio a descreve como cária; este também acrescenta que ela era conhecida à época como Neápolis ("nova cidade"). Hiérocles também o descreve como lídia. Plínio ainda escreve que Apolônia era outro de seus nomes. Foram descobertas moedas cunhadas na cidade que traziam a efígie de Leto.[carece de fontes?]
Suas ruínas ainda existem, nas proximidades de Yenicekent (antiga Yeniji ou Kash Yeniji), uma vila no distrito de Buldan, província de Denizli, Turquia. Estas ruínas remanescentes datam dos períodos romano e bizantino, e incluem um teatro, banhos, muralhas e uma necrópole.[carece de fontes?]
Continua a ser uma sé titular da Igreja Católica Apostólica Romana, Tripolitanus in Lydia; atualmente vaga.